# Anthony Zerbe
Anthony Jared Zerbe (ur. 20 maja 1936 w Long Beach) – amerykański aktor charakterystyczny. Laureat nagrody Emmy za rolę porucznika K.C. Trencha w serialu detektywistycznym ABC Harry O (1975–1976).

## Życiorys
Urodził się w Long Beach w Kalifornii jako syn Catherine (z domu Scurlock) i Arthura Lee Van Zerbe. Miał siostrę Madeline Levan. Uczęszczał do Newport Harbor High School w Newport Beach. W 1958 ukończył Pomona College w Claremont w Kalifornii. W latach 1959–1961 służył w United States Air Force. Zainteresowanie Zerbe aktorstwem rozbudziły przedstawienia sceniczne, gdy miał 17 lat. Studiował w Stella Adler Studio w Nowym Jorku.
W 1961 zadebiutował na scenie w Greenwich Village w sztuce Williama Saroyana The Cave Dwellers. W 1962 po raz pierwszy trafił na Broadway w roli porucznika Kagiego w przedstawieniu Księżyc oblężony. Zerbe jest byłym dyrektorem artystycznym Reflections, A New Plays Festival w Geva Theatre w Rochester w stanie Nowy Jork, z którym odbył tournée po Stanach Zjednoczonych, w 1981 wystawił sztukę swojego autorstwa Ze złamanymi słowami na off-Broadwayu. W 1981 wystąpił w roli najstarszego brata Benjamina Hubbarda w wznowionym na Broadwayu przedstawieniu Lillian Hellman Lisie gniazdo.

## Życie prywatne
7 października 1962 zawarł związek małżeński z Arnette Jens, z którą ma córkę Jennet i syna Jareda.

## Filmografia

### Filmy
- 1967: Nieugięty Luke jako „Dog Boy”
- 1970: Molly Maguires jako Tom Dougherty
- 1971: Człowiek Omega jako Matthias
- 1973: Papillon jako Toussaint – szef kolonii trędowatych
- 1975: Żegnaj, laleczko jako Brunette
- 1977: Punkt zwrotny jako Rosie
- 1980: Pierwszy śmiertelny grzech jako kpt. Broughton
- 1973: Martwa strefa jako Roger Stuart
- 1987: Stalowy świt jako Damnil
- 1989: Nic nie widziałem, nic nie słyszałem jako Sutherland
- 1989: Licencja na zabijanie jako Milton Krest
- 1998: Star Trek: Rebelia jako admirał Matthew Dougherty
- 1999: Prawdziwa zbrodnia jako Henry Lowenstein
- 2003: Matrix Rewolucje jako Hamann
- 2003: Matrix Reaktywacja jako Hamann
- 2013: American Hustle jako senator Horton Mitchell

### Seriale
- 1967: Mission: Impossible jako David Redding
- 1968: Strzały w Dodge City jako Nick Skouras
- 1969: Mission: Impossible jako pułkownik Helmut Kellerman / pułkownik Alex Vorda
- 1970: Strzały w Dodge City jako Heraclio Cantrell / ks. Hernando Cantrell
- 1969: Bonanza jako John Spain
- 1970: Mission: Impossible jako Eric Schilling
- 1971: Ironside jako Vincent Wiertel
- 1971: Mission: Impossible jako Reece Dolan
- 1972: Mannix jako szef Walt Finley
- 1972: Ironside jako Dunlap
- 1973: Kung Fu jako Paul Klempt
- 1973: Ulice San Francisco jako Eddie Whitney
- 1973: Strzały w Dodge City jako Talbot
- 1974: Kung Fu jako Rafe
- 1974: Hawaii Five-O jako Cord McKenzie
- 1977: Jak zdobywano Dziki Zachód jako Martin Grey
- 1982: Domek na prerii jako dr Joshua McQueen
- 1984: Jerzy Waszyngton jako generał St. Pierre
- 1985: Północ-Południe jako gen. Ulysses S. Grant
- 1985: Autostrada do nieba jako Jabez Stone
- 1986: Dynastia jako Crenshaw
- 1987: McCall jako Phillipe Marcel
- 1988: Onassis – najbogatszy człowiek świata jako Livanos
- 1989: Columbo jako Max Dyson
- 1989–1992: Młodzi jeźdźcy jako Teaspoon Hunter
- 1994: Opowieści z krypty jako Arnie Grunwald
- 1994: Napisała: Morderstwo jako Matt Matthews
- 1996: Strażnik Teksasu jako Joey Galloway
- 1999: Pamięć absolutna 2070 jako Tyler Hume
- 2000: Frasier jako Clifford
- 2004: Potyczki Amy jako sędzia Henry Sobel